# Aris Thessaloniki (Fußball)
Der PAE Aris Thessaloniki (griechisch Π.Α.Ε. Άρης) auch bekannt als Aris Saloniki und im englischen Sprachraum als Aris FC, ist ein griechischer Fußballverein, der in Thessaloniki beheimatet ist. Der Stammverein AS Aris ist einer der führenden in Griechenland in mehreren Sportarten.

## Geschichte
Der Verein wurde am 25. März 1914 in Thessaloniki gegründet, die Trikotfarben sind Gelb und Schwarz. Die Bezeichnung „Aris“ hat ihren Ursprung beim griechischen Kriegsgott Ares, der auch im Logo dargestellt ist. Der Verein gewann dreimal die griechische Meisterschaft (zuletzt 1946) und einmal den Landespokal.
Unterstützt wird Aris durch mehrere Fanclubs (u. a. Super3, Ierolohites). Mit über 20 Abteilungen in ganz Griechenland und Tausenden von Mitgliedern ist Super3 einer der größten Fanclubs Griechenlands. Die größte Rivalität besteht zum lokalen Konkurrenten PAOK Thessaloniki. Seit 2009 hält die „Aris Members Society“ knapp 30 Prozent der Kapitalanteile des Aris FC, weshalb die Fans über große Mitbestimmungsrechte verfügen.
Aris stieg zum Ende der Saison 2013/14 als Tabellenletzter aus der Super League ab. In der Folgesaison startete der Verein wegen großer finanzieller Probleme allerdings nicht in der zweitklassigen Football League, sondern in der drittklassigen Gamma Ethniki. Zur Saison 2018/19 gelang die Rückkehr in die Super League.
Im Februar 2022 übernahm der argentinische Trainer Germán Burgos die Cheftrainerposition.

### Herren

#### Europapokalbilanz

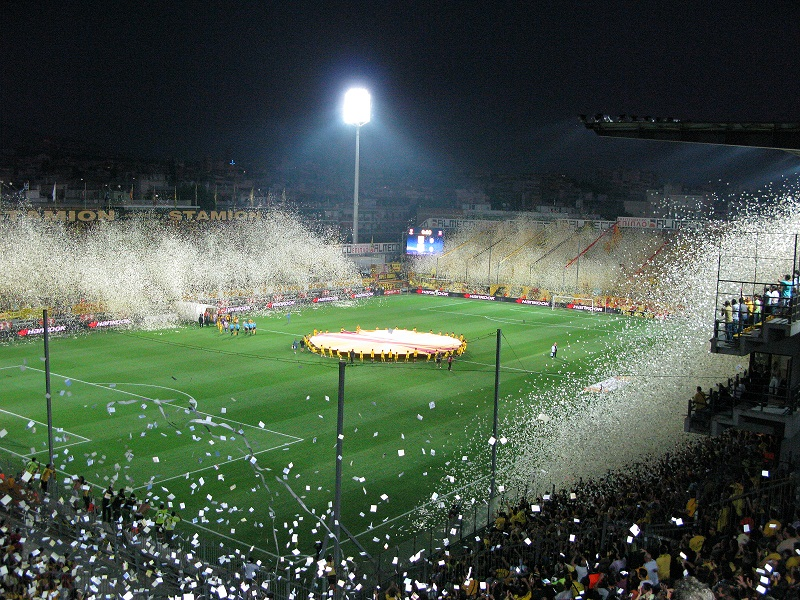
Europa-League-Heimspiel von Aris

In den europäischen Pokalwettbewerben hielt Aris eine Serie von 52 Jahren ohne Heimspielniederlage, die erst im September 2020 beendet wurde. Einer 1:2-Heimniederlage 1968 gegen Újpest Budapest im Messestädte-Pokal folgte damals ein 1:1-Unentschieden gegen Cagliari Calcio im Messestädte-Pokal 1969/70. Die nächste Niederlage in einem Heimspiel erfolgte im September 2020 gegen Kolos Kowaliwka. Dazwischen wurden zwar nur 26 Europapokalspiele im eigenen Stadion bestritten, da die Qualifikation für die europäische Ebene oft verfehlt wurde. Jedoch waren unter den Gegnern auch namhafte Clubs wie AS Rom, Manchester City, Atlético Madrid und der FC Chelsea.
| Saison    | Wettbewerb                    | Runde                  | Gegner                | Gesamt          | Hin     | Rück          |
| --------- | ----------------------------- | ---------------------- | --------------------- | --------------- | ------- | ------------- |
| 1964/65   | Messestädte-Pokal             | 1. Runde               | AS Rom                | 0:3             | 0:0 (H) | 0:3 (A)       |
| 1965/66   | Messestädte-Pokal             | 1. Runde               | Wiener Sport-Club     | 2:7             | 2:1 (H) | 0:6 (A)       |
| 1966/67   | Messestädte-Pokal             | 1. Runde               | Juventus Turin        | 0:7             | 0:2 (H) | 0:5 (A)       |
| 1968/69   | Messestädte-Pokal             | 1. Runde               | Hibernians Paola      | 7:0             | 1:0 (H) | 6:0 (A)       |
| 1968/69   | Messestädte-Pokal             | 2. Runde               | Újpest Budapest       | 02:11           | 1:2 (H) | 1:9 (A)       |
| 1969/70   | Messestädte-Pokal             | 1. Runde               | Cagliari Calcio       | 1:4             | 1:1 (H) | 0:3 (A)       |
| 1970/71   | Europapokal der Pokalsieger   | 1. Runde               | FC Chelsea            | 2:6             | 1:1 (H) | 1:5 (A)       |
| 1974/75   | UEFA-Pokal                    | 1. Runde               | SK Rapid Wien         | 2:3             | 1:3 (A) | 1:0 (H)       |
| 1979/80   | UEFA-Pokal                    | 1. Runde               | Benfica Lissabon      | 4:3             | 3:1 (H) | 1:2 (A)       |
| 1979/80   | UEFA-Pokal                    | 2. Runde               | AC Perugia Calcio     | 4:1             | 1:1 (H) | 3:0 (A)       |
| 1979/80   | UEFA-Pokal                    | 3. Runde               | AS Saint-Étienne      | 4:7             | 1:4 (A) | 3:3 (H)       |
| 1980/81   | UEFA-Pokal                    | 1. Runde               | Ipswich Town          | 4:6             | 1:5 (A) | 3:1 (H)       |
| 1981/82   | UEFA-Pokal                    | 1. Runde               | Sliema Wanderers      | 8:2             | 4:0 (H) | 4:2 (A)       |
| 1981/82   | UEFA-Pokal                    | 2. Runde               | Sporting Lokeren      | 1:5             | 1:1 (H) | 0:4 (A)       |
| 1994/95   | UEFA-Pokal                    | Vorrunde               | Hapoel Be’er Scheva   | 5:2             | 3:1 (H) | 2:1 (A)       |
| 1994/95   | UEFA-Pokal                    | 1. Runde               | GKS Katowice          | 1:1 (3:4 i. E.) | 0:1 (A) | 1:0 n. V. (H) |
| 1999/2000 | UEFA-Pokal                    | 1. Runde               | Servette FC Genève    | 3:2             | 1:1 (H) | 2:1 n. V. (A) |
| 1999/2000 | UEFA-Pokal                    | 2. Runde               | Celta Vigo            | 2:4             | 2:2 (H) | 0:2 (A)       |
| 2003/04   | UEFA-Pokal                    | 1. Runde               | Zimbru Chișinău       | 3:2             | 1:1 (A) | 2:1 (H)       |
| 2003/04   | UEFA-Pokal                    | 2. Runde               | AC Perugia Calcio     | 1:3             | 0:2 (A) | 1:1 (H)       |
| 2005/06   | UEFA-Pokal                    | 1. Runde               | AS Rom                | 1:5             | 1:5 (A) | 0:0 (H)       |
| 2007/08   | UEFA-Pokal                    | 1. Runde               | Real Saragossa        | (a)2:2(a)       | 1:0 (H) | 1:2 (A)       |
| 2007/08   | UEFA-Pokal                    | Gruppenphase           | Roter Stern Belgrad   | 3:0             | 3:0 (H) | 3:0 (H)       |
| 2007/08   | UEFA-Pokal                    | Gruppenphase           | Bolton Wanderers      | 1:1             | 1:1 (A) | 1:1 (A)       |
| 2007/08   | UEFA-Pokal                    | Gruppenphase           | Sporting Braga        | 1:1             | 1:1 (H) | 1:1 (H)       |
| 2007/08   | UEFA-Pokal                    | Gruppenphase           | FC Bayern München     | 0:6             | 0:6 (A) | 0:6 (A)       |
| 2008/09   | UEFA-Pokal                    | 2. Qualifikationsrunde | NK Slaven Belupo      | 1:2             | 1:0 (H) | 0:2 (A)       |
| 2010/11   | UEFA Europa League            | 3. Qualifikationsrunde | Jagiellonia Białystok | 4:3             | 2:2 (H) | 2:1 (A)       |
| 2010/11   | UEFA Europa League            | Play-offs              | FK Austria Wien       | 2:1             | 1:0 (H) | 1:1 (A)       |
| 2010/11   | UEFA Europa League            | Gruppenphase           | Atlético Madrid       | 4:2             | 1:0 (H) | 3:2 (A)       |
| 2010/11   | UEFA Europa League            | Gruppenphase           | Rosenborg Trondheim   | 3:2             | 1:2 (A) | 2:0 (H)       |
| 2010/11   | UEFA Europa League            | Gruppenphase           | Bayer 04 Leverkusen   | 0:1             | 0:0 (H) | 0:1 (A)       |
| 2010/11   | UEFA Europa League            | Sechzehntelfinale      | Manchester City       | 0:3             | 0:0 (H) | 0:3 (A)       |
| 2019/20   | UEFA Europa League            | 2. Qualifikationsrunde | AEL Limassol          | 1:0             | 0:0 (H) | 1:0 (A)       |
| 2019/20   | UEFA Europa League            | 3. Qualifikationsrunde | Molde FK              | 3:4             | 0:3 (A) | 3:1 n. V. (H) |
| 2020/21   | UEFA Europa League            | 2. Qualifikationsrunde | Kolos Kowaliwka       | 1:2             | 1:2 (H) | 1:2 (H)       |
| 2021/22   | UEFA Europa Conference League | 2. Qualifikationsrunde | FK Astana             | 2:3             | 0:2 (A) | 2:1 n. V. (H) |
| 2022/23   | UEFA Europa Conference League | 2. Qualifikationsrunde | FK Homel              | 7:2             | 5:1 (H) | 2:1 (A)       |
| 2022/23   | UEFA Europa Conference League | 3. Qualifikationsrunde | Maccabi Tel Aviv      | 2:3             | 0:2 (A) | 2:1 (H)       |
| 2023/24   | UEFA Europa Conference League | 2. Qualifikationsrunde | FC Ararat-Armenia     | 2:1             | 1:1 (A) | 1:0 (H)       |
| 2023/24   | UEFA Europa Conference League | 3. Qualifikationsrunde | Dynamo Kiew           | 2:2 (5:6 i. E.) | 1:0 (H) | 1:2 n. V. (A) |
| 2025/26   | UEFA Conference League        | 2. Qualifikationsrunde | Araz-Naxçıvan PFK     | 3:4             | 1:2 (A) | 2:2 (H)       |

Gesamtbilanz: 79 Spiele, 30 Siege, 20 Unentschieden, 29 Niederlagen, 101:129 Tore (Tordifferenz −28)

#### Titel und Erfolge
Auf nationaler Ebene:
- Griechischer Meister (3×): 1928, 1932, 1946
- Griechischer Pokalsieger (1×): 1970

Auf internationaler Ebene:
- UEFA Europa League
  - Sechzehntelfinale (2010/11)

#### Auswahl ehemaliger Spieler
| Griechenland - Konstantinos Chalkias (2006–2008) - Angelos Charisteas (1997–2002) - Traianos Dellas (1993–1997) - Vasilis Dimitriadis (1986–1991, 1996–1997) - Georgios Firos (1972–1980) - Leonidas Kampantais (2002–2004) - Fanis Katergiannakis (1994–2002) - Giorgos Katidis (2008–2012) - Konstantinos Kouis (1975–1991) - Alketas Panagoulias (1949–1962) - Nikolaos Pantidos (2012–2013) - Avraam Papadopoulos (2002–2008) - Stelios Papafloratos (1973–1980) - Athanassios Prittas (2007–2012) - Michalis Sifakis (2008–2012) - Kyriakos Stratilatis (2005–2008) - Giorgos Theodoridis (1997–2002) - Kleanthis Vikelidis (1933–1949) | Afrika - Salaheddine Bassir (2002–2003) - Njogu Demba-Nyrén (2002–2003) - Francis Dickoh (2011–2012) - Emmanuel Ekwueme (2004–2005) - Joël Epalle (2002–2003) - David Eto’o (2007–2008) - Ricardo Faty (2010–2012) - Dorge Kouemaha (2005) - Nasief Morris (2001–2004) - Mehdi Nafti (2009–2011) - Karim Soltani (2011–2012) | Europa - Marc Beckers (1999–2000) - Aguinaldo Braga (2002–2003) - Deividas Česnauskis (2010–2011) - Ulf Eriksson (1983–1985) - Benjamin Gavanon (2001–2002) - Victoraș Iacob (2011) - Gilbert Prilasnig (2001–2002) - Josip Šimić (2002–2003) - Saša Simonović (1995–1998) - Kristi Vangjeli (2004–2011, 2014) - Vitolo (2008) - Jurica Vranješ (2011–2012) - Piotr Włodarczyk (2008–2009) | Rest der Welt - Sebastián Abreu (2009) - Freddy Adu (2010–2011) - Márcio Amoroso (2008) - Raúl Bobadilla (2011) - Mario Cáceres (2005) - Nery Castillo (2011–2012) - Anderson Costa (2007) - Fabiano (2010–2011) - Eddie Johnson (2010) - Alejandro Lembo (2008–2009) - Michel (2010–2012) - Mario Regueiro (2008–2009) - Carlos Ruiz (2010–2011) - Daisuke Sakata (2011) - Javier Horacio Umbides (2011–2012) |

#### Trainer seit Gründung des Vereins
- Grigoris Vlachopoulos (1914–1922)
- Kostas Vikelidis (1922–1927)
- Thomas Kössler (1927–1929)
- De Valer (1929–1932)
- Kostas Vikelidis (1932)
- Gyula Antal (1932–1934)
- Kostas Vikelidis (1934–1940)
- Dionysis Kaltekis (1945–1949)
- Iakovos Yakumis (1949–1950)
- Nikolaos Aggelakis (1950–1953)
- Kleanthis Vikelidis (1953–1955)
- Kiril Simonovski (1955)
- Ernst Netuka (1955)
- Aleksandar Petrović (1955–1956)
- Mladen Kašanin (1956)
- Ivan Stevović (1956–1957)
- Kleanthis Vikelidis (1957)
- Ivan Stevović (1957–1958)
- Dionysis Kaltekis (1958)
- Carl Panagl (1958)
- Kleanthis Vikelidis (1958–1959)
- Svetislav Glišović (1959–1961)
- Kleanthis Vikelidis (1961)
- Kostas Velliadis (1961)
- Ljubiša Spajić (1961–1962)
- Vasilis Grigoriadis (1962)
- Ettore Trevisan (1962)
- Bela Palfi (1962–1966)
- Svetislav Glišović (1966–1967)
- Severiano Correia (1967–1969)
- Nikolaos Aggelakis (1969)
- Milovan Ćirić (1969–1970)
- Michalis Baltatzis (1970)
- Milovan Ćirić (1970–1971)
- Michalis Baltatzis (1971)
- Les Allen (1971)
- Wilf McGuinness (1971–1973)
- Branko Stanković (1973–1975)
- Alketas Panagoulias (1975)
- Dobromir Schetschew (1975–1976)
- Alketas Panagoulias (1976–1977)
- Panagiotis Patsidis (1977)
- Carl-Heinz Rühl (1977)
- Panagiotis Patsidis (1977–1978)
- Milovan Ćirić (1978)
- Apostol Čačevski (1978–1979)
- José Sasía (1979–1980)
- Frank Blunstone (1980)
- Michal Vičan (1980–1981)
- Giannis Nalbantis (1981)
- Dettmar Cramer (1981–1982)
- Antonis Georgiadis (1982–1984)
- Kostas Chatzikostas (1984)
- Thijs Libregts (1984–1986)
- Giannis Venos (1986)
- Gojko Zec (1986–1987)
- Klimis Gounaris (1987)
- Gerhard Prokop (1987–1988)
- Alketas Panagoulias (1988–1990)
- Kostas Tsilios (1990)
- Jacek Gmoch (1990–1991)
- Kostas Tsilios (1991)
- Iwan Wuzow (1991–1992)
- Georgios Firos (1992–1996)
- Giannis Tzifopoulos (1996)
- Jozef Jarabinský (1996)
- Stavros Diamantopoulos (1996–1997)
- Giorgos Semertzidis &
 Giorgos Pantziaras (1997)
- Juan Ramón Rocha (1997)
- Georgios Firos (1997–1998)
- Georgios Paraschos (1998)
- Alketas Panagoulias (1998–1999)
- Ilija Petković (1999–2000)
- Giorgos Semertzidis &
 Giannis Michalitsos (2000)
- Babis Tennes (2000–2001)
- Henri Michel (2001)
- Richard Tardy (07/2001–02/2002)
- Bernd Krauss (02/2002–06/2002)
- Georgios Firos (07/2002–06/2003)
- Giannis Michalitsos (2003)
- Giorgos Pantziaras (2003)
- Ole Skouboe (2003)
- Makis Katsavakis (2003–2004)
- Giorgos Chatzaras (07/2004–06/2005)
- Nikolaos Anastopoulos (07/2005–06/2006)
- Ángel Guillermo Hoyos (07/2006–01/2007)
- Juan Carlos Oliva (01/2007–09/2007)
- Dušan Bajević (09/2007–07/2008)
- Quique Hernández (07/2008–01/2009)
- Mazinho (01/2009–11/2009)
- Héctor Cúper (11/2009–01/2011)
- Giannis Michalitsos (01/2011–03/2011)
- Sakis Tsiolis (03/2011–10/2011)
- Michał Probierz (11/2011–01/2012)
- Giorgos Semertzidis &
 Giannis Michalitsos (01/2012)
- Manuel Machado (01/2012–06/2012)
- Makis Katsavakis (07/2012–10/2012)
- Nikos Passialis &
 Dimitris Bugiuklis (10/2012–11/2012)
- Lucas Alcaraz (12/2012–01/2013)
- Giannis Michalitsos (01/2013–03/2013)
- Soulis Papadopoulos (03/2013–06/2013)
- Giannis Chatzinikolaou (07/2013–09/2013)
- Zoran Milinković (09/2013–12/2013)
- Soulis Papadopoulos (12/2013–03/2014)
- Georgios Firos (Interim) (03/2014–06/2014)
- Dimitrios Kalaitzidis (07/2014–10/2014)
- Paulo Campos (10/2014–01/2015)
- Siniša Dobrašinović (01/2015–02/2015)
- Dimitris Kalaitzidis (02/2015–06/2015)
- Nikos Anastopoulos (07/2016–02/2017)
- Paschalis Melissas (Interim) (02/2017)
- Nikos Kostenoglou (02/2017–06/2017)
- Dimitrios Spanos (07/2017–05/2018)
- Paco Herrera (05/2018–11/2018)
- Savvas Pantelidis (11/2018–10/2019)
- Apostolos Terzis (10/2019)
- Michael Oenning (10/2019–09/2020)
- Akis Mantzios (09/2020–02/2022)
- Germán Burgos (02/2022–08/2022)
- Alan Pardew (09/2022–02/2023)[4]
- Apostolos Terzis (02/2023–28/08/23)
- Akis Mantzios (29/08/2023–)

### Damen
Die Frauenfußballmannschaft spielte bis zur Saison 2020/21
in der höchsten griechischen Liga, der Alpha Ethniki Gynekon.